# Propriété interdite (film, 1966)
Ne doit pas être confondu avec Propriété interdite (film, 2011).
Pour plus de détails, voir Fiche technique et Distribution.
Propriété interdite (This Property Is Condemned) est un film américain réalisé par Sydney Pollack, sorti en 1966.

## Résumé
Dans les années 1930, durant la Grande Dépression. la petite ville de Dodson dans le Mississippi, est particulièrement touchée par la crise. L'arrivée d'Owen Legate (Robert Redford), agent des chemins de fer chargé de licencier une partie des cheminots de la ville, va se révéler dévastatrice. Alva Starr (Natalie Wood) est une coquette jeune fille, coqueluche de la ville et courtisée par tous. Derrière cette coquetterie elle a encore une âme d’enfant. Elle et sa petite soeur habitent avec leur mère dans une pension située près de la gare et fréquentée par les cheminots. Le père les a quittées et ne donne pas de nouvelles, mais les deux filles continuent d’attendre son retour. La mère gère la pension et pousse sa fille ainée Alva dans les bras des hommes pour en tirer profit. Elle veut qu’Alva soit « gentille » avec l’un d’eux, un homme marié, beaucoup plus âgé qu’Alva et qui ne lui plait pas du tout mais qui a des moyens financiers. La jeune femme ne souhaite qu'une chose : fuir loin de cette existence étriquée et sans avenir pour tenter l'aventure à La Nouvelle-Orléans. Rêveuse, elle s'invente un monde fait de magie et de beauté jusqu'au jour où son chemin croise celui d'Owen. Cet homme est tout le contraire des cheminots qui fréquentent la pension maternelle. La passion qu'ils vont vivre va contrarier les plans de la mère d'Alva, une femme sans cœur et froide, plus soucieuse de ses propres intérêts que du bonheur de sa fille.

## Fiche technique
Sauf indication contraire, les informations mentionnées dans cette section peuvent être confirmées par la base de données cinématographiques IMDb,  présente dans la section « Liens externes ».
- Titre original : This Property Is Condemned
- Titre français : Propriété interdite
- Réalisation : Sydney Pollack
  - Assistant réalisateur : Eddie Saeta
- Scénario : Francis Ford Coppola, Fred Coe, Edith Sommers, d'après la pièce en un acte This Property Is Condemned de Tennessee Williams
- Direction artistique : Hal Pereira, Stephen Grimes, Phil Jeffries
- Décors : William Kiernan
- Costumes : Edith Head, Ann Landers
- Photographie : James Wong Howe
- Son : Harry Lindgren, James E. Murphy
- Montage : Adrienne Fazan
- Musique : Kenyon Hopkins
  - Chanson : Wish me a rainbow, par Jay Linvindstone et Ray Evans
- Production : John Houseman, Ray Stark
  - Producteur délégué : Milton Fedlman
  - Directeur de production : Clarence Eurist
- Société de production : Seven Arts
- Société de distribution : Paramount Pictures
- Pays de production :  États-Unis
- Langue originale : anglais
- Format : couleur (Technicolor) – 35 mm – 1,85:1 – mono
- Genre : drame, mélodrame
- Durée : 110 minutes
- Dates de sortie[2] : 
  - États-Unis : 3 août 1966
  - France : 15 août 1967

## Distribution
- Robert Redford (VF : Marc Cassot) : Owen Legate
- Natalie Wood (VF : Ginette Pigeon) : Alva Starr
- Mary Badham (VF : Linette Lemercier) : Willie Starr, la jeune sœur d'Alva
- Kate Reid (VF : Françoise Fechter) : Hazel Starr, la mère d'Alva et Willie
- Charles Bronson (VF : Claude Bertrand) : J. J. Nichols
- Robert Blake : Sidney
- John Harding (VF : Pierre Leproux) : Johnson
- Alan Baxter (VF : Jean Clarieux) : Knopke
- Bruce Watson : Lindsay Tate
- Ray Hemphill : Jimmy Bell
- Brett Pearson : Charlie Steinkamp
- Jon Provost (VF : Dominique Collignon-Maurin) : Tom
- Quentin Sondergaard : Hank
- Michael Steen (VF : Jean Lagache) : Max
- Claire Carleton : une invitée à la fête (non créditée)
- Dabney Coleman : le commis voyageur (rôle coupé au montage)[3]

## Production
La réalisation est proposée à John Huston. C'est finalement Sydney Pollack qui est engagé et qui réalise ainsi son deuxième long-métrage. Il avait un temps été envisagé que Richard Burton dirige Elizabeth Taylor. Alan Bates a quant à lui été envisagé pour le rôle d'Owen Legate.
Le tournage a lieu au Mississippi (Bay St. Louis, Biloxi), à Los Angeles et La Nouvelle-Orléans. L'actrice Natalie Wood a fait une tentative de suicide durant le tournage. Certains éléments du scénario (notamment la figure maternelle et les relations d’Alva au désir masculin) ne sont pas sans rappeler la biographie de Natalie Wood elle-même.
Il s'agit de la première collaboration entre Sydney Pollack et Robert Redford. Ensemble, ils ont tourné à sept reprises de 1966 à 1990; Robert Reford devenant ainsi l'acteur fétiche de Sydney Pollack.

## Accueil
Tennessee Williams sera très mécontent de l'adaptation de sa pièce et menacera même que son nom soit retiré du générique.

## Distinctions
Aux Golden Globes 1967, Natalie Wood est nommée au prix de la meilleure actrice dans un film dramatique. Elle est nommée dans la catégorie similaire des Laurel Awards de la même année.